# سیارک ۳۹۴۱۵
سیارک ۳۹۴۱۵ (به انگلیسی: 39415 Janeausten، نامگذاری:4231T-1) سی و نه هزار و چهارصد و پانزدهمین سیارک کشف شده‌است که در ۲۶ مارس ۱۹۷۱ کشف شد.